# 小山田匠
小山田 匠（おやまだ しょう、旧芸名：小山田 将）は、日本の俳優である。栃木県出身。スターダストプロモーション所属。

## 略歴
米国コロラド工科大学コンピューターサイエンス学部（準学士)及びシステム経営学部（学士）卒業後、コンサルティング会社を経て英国ヘンリービジネススクール 国際証券・投資・銀行学部（修士）修了。UBS証券に債券トレーダーとして入社。米系大手証券会社にてマネージング・ダイレクターとしての勤務を経て役者になったという異色の経歴を持つ。
2010年中国連続ドラマ「楊貴妃秘史」出演。
2017年10月より活動の拠点をロサンゼルス（アメリカ）に移す。
2018年5月より、芸名を小山田将から、小山田匠に改名。

## 人物・エピソード
- 趣味は水泳、ツーリング、ドライブ、スノーボード、乗馬。
- 特技は英会話、栃木弁、経済を分かり易く説明すること、日英ビジネス交渉。
- 資格は証券外務員第一種、PADI Open Diver、一級小型船舶操縦士、普通自動車免許、大型自動二輪。

## 出演

### 映画
- 特命係長 只野仁 劇場版（2008年12月、松竹）
- 禅 ZEN（2009年1月、角川映画）
- ランデブー!（2010年5月、ジョリー・ロジャー）
- 赤々煉恋（2013年12月、アイエス・フィールド） - 笹平（橋の下の男） 役
- ハニー・フラッパーズ（2014年9月、アイエス・フィールド） - 飯塚 役
- 少女は異世界で戦った（2014年9月、MAMEZO PICTURES）
- 神戸在住#映像化（2015年1月、アイエス・フィールド）
- クレヴァニ、愛のトンネル（2015年2月） - 松田圭 役
- 振り子（2015年2月） - 古田 役
- 東京闇虫パンドラ（2015年4月）
- 家族ごっこ（2015年8月）
- 天空の蜂（2015年9月）
- ゆれる心（2016年2月）
- シン・ゴジラ（2016年） - 柳明久[2]

### テレビドラマ
- 水曜ミステリー9「さすらい署長 風間昭平5」 （2006年9月、テレビ東京） - 大木刑事 役
- オトコの子育て （2007年12月、テレビ朝日）
- 7人の女弁護士 （2008年5月、テレビ朝日）
- ロト6で3億2千万円当てた男 （2008年9月、テレビ朝日）
- 特命係長 只野仁 （2009年2月、テレビ朝日）
- 白い春 （2009年6月、フジテレビ）
- まっすぐな男 （2010年、フジテレビ）
- うぬぼれ刑事 （2010年、TBS）
- 金曜プレステージ「十津川捜査班8」 （2014年1月、フジテレビ） - 早川由起夫 役
- 土曜ワイド劇場「切り裂きジャックの告白 〜刑事 犬養隼人〜（2015年4月18日、朝日放送） - 具志堅悟 役

### 海外テレビドラマ
- 杨贵妃秘史 （2010年、湖南卫视） - 遣唐使　渡辺制雄 役　アンソニー・ウォン、殷桃主演

### ラジオ出演
- 小山田将のシネマサプリ 毎週火曜日22時 - 22時30分(東京都江東区のレインボータウンFM79.2 MHz)（2012年7月 - ）

## 書籍

### 雑誌
- HOTBIKE
- ハーレーライフ

### 新聞連載
- 「デイリー投資倶楽部」担当（2006年3月〜06月、デイリースポーツ）